# Luis Ignacio Urrutia
Luis Ignacio Urrutia Rivas (18 de abril de 1996) es un jinete chileno de rodeo. En el Campeonato Nacional de Rodeo de 2015 se transformó en el jinete más joven en ganar el máximo logro del deporte nacional chileno. Este título lo obtuvo junto a Juan Ignacio Meza, montando a "Arremángamelo" y "Preferido", logrando 37 puntos buenos. Fue una gran sorpresa para los medios de prensa y para el público asistente a la Medialuna Monumental de Rancagua ya que dejó en el segundo puesto al criadero Vista Volcán y en el tercer lugar a los del Santa Isabel.

## Campeonatos nacionales
| Año  | Collera           | Caballos                      | Puntaje | Asociación   |
| ---- | ----------------- | ----------------------------- | ------- | ------------ |
| 2015 | Juan Ignacio Meza | "Arremángamelo" y "Preferido" | 37      | Santiago Sur |